# 逸見武光
逸見 武光（へんみ たけみつ、1925年3月8日 - 2002年3月25日）は、日本の精神科医。
京都市出身。京都帝国大学附属医学専門学校精神科卒。1960年「てんかん及び類てんかんの犯罪精神医学的研究」で京都大学医学博士。京大医学部精神医学教室、法務省大津少年鑑別所、総合研究所、文部省、東京大学医学部教授、85年定年退官、聖マリアンナ医学研究所顧問。島津一郎らと研究会を開いた。薬物依存治療を研究した。

## 著書
- 『麻薬 薬物依存の生理と心理』日本経済新聞社 日経新書 1975
- 『アルコール依存 酒を飲む前に読む本』かんき出版 1977

### 共編著
- 『薬物乱用の臨床疫学』笠松章,滝沢和盛共編 医歯薬出版 1971
- 『問題少年 その精神医学的理解』編集 医学書院 1973
- 『精神健康の基礎』大原健士郎,岡堂哲雄共著 誠信書房 1975
- 『社会精神医学の実際 3 社会における精神衛生』編集 医学書院 1980
- 『覚醒剤依存症』柳田知司共編 田所作太郎ほか著 中外医学社 1982
- 『法と精神医療』編集企画 金原出版 精神科mook 1987
- 『精神科の看護婦<士>さん』編 杏林書院 保健の科学叢書 1993

翻訳
- D.チョプラ『パーフェクト・ヘルス 心と身体の能力全開法』監訳 ダイヤモンド社 1987

## 論文
- <逸見武光